# Edita Devínská
Edita Devínská (22. dubna 1949 Bratislava) je slovenská sochařka, keramička a pedagožka. Studovala Vysokou školu uměleckoprůmyslovou v Praze v ateliéru Otty Eckerta. V roce 1975 pokračovala na Státní keramické škole v italské Faenze. Tvořila užitou keramiku, šperky a reliéfy pro architekturu. V roce 1999 uspořádala první samostatnou výstavu v Galerii českého porcelánu v Praze. Předtím vystavovala kolektivně.

## Galerie

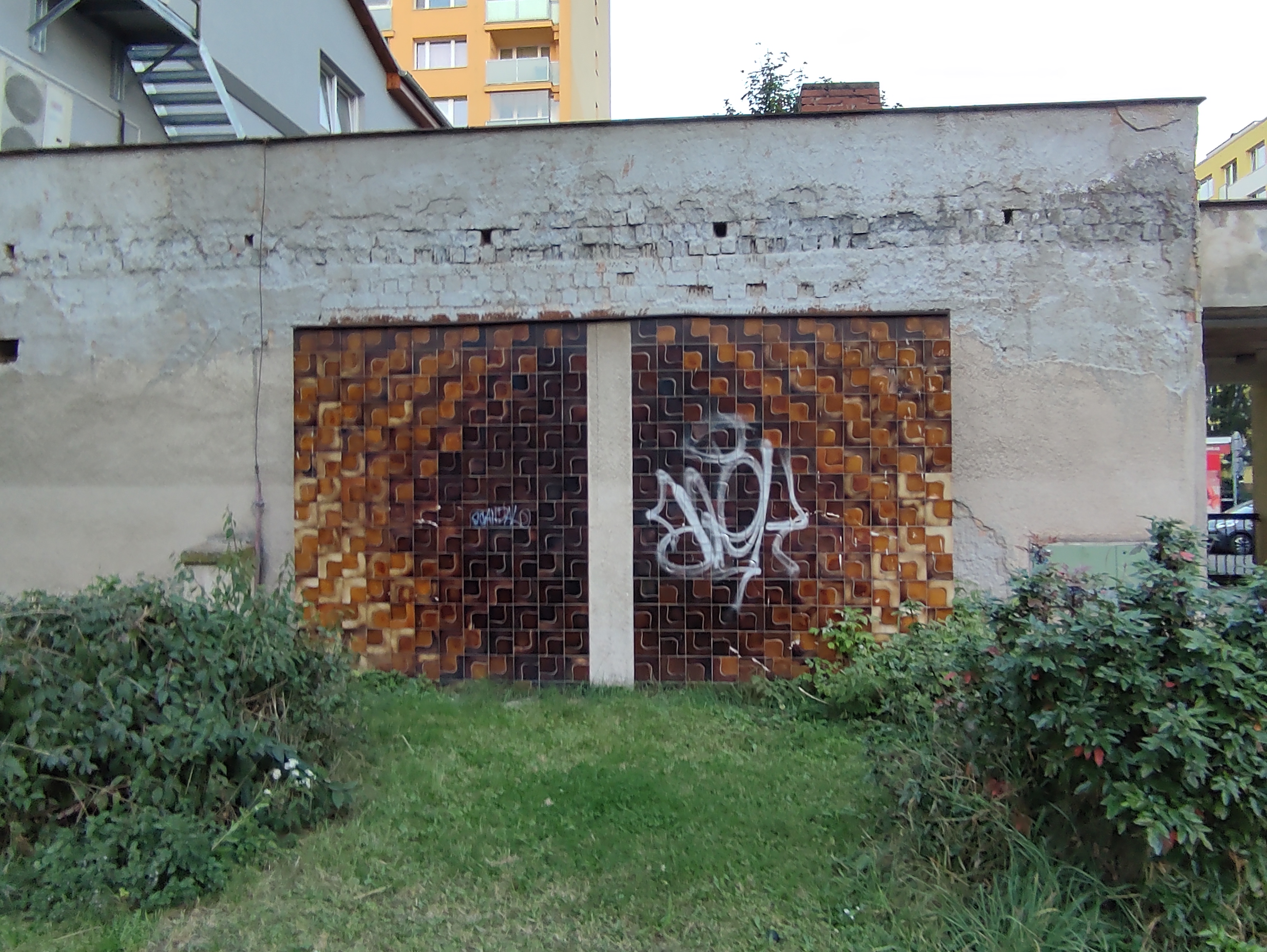
Keramická stěna (1976), Henningsdorfská, Kralupy nad Vltavou
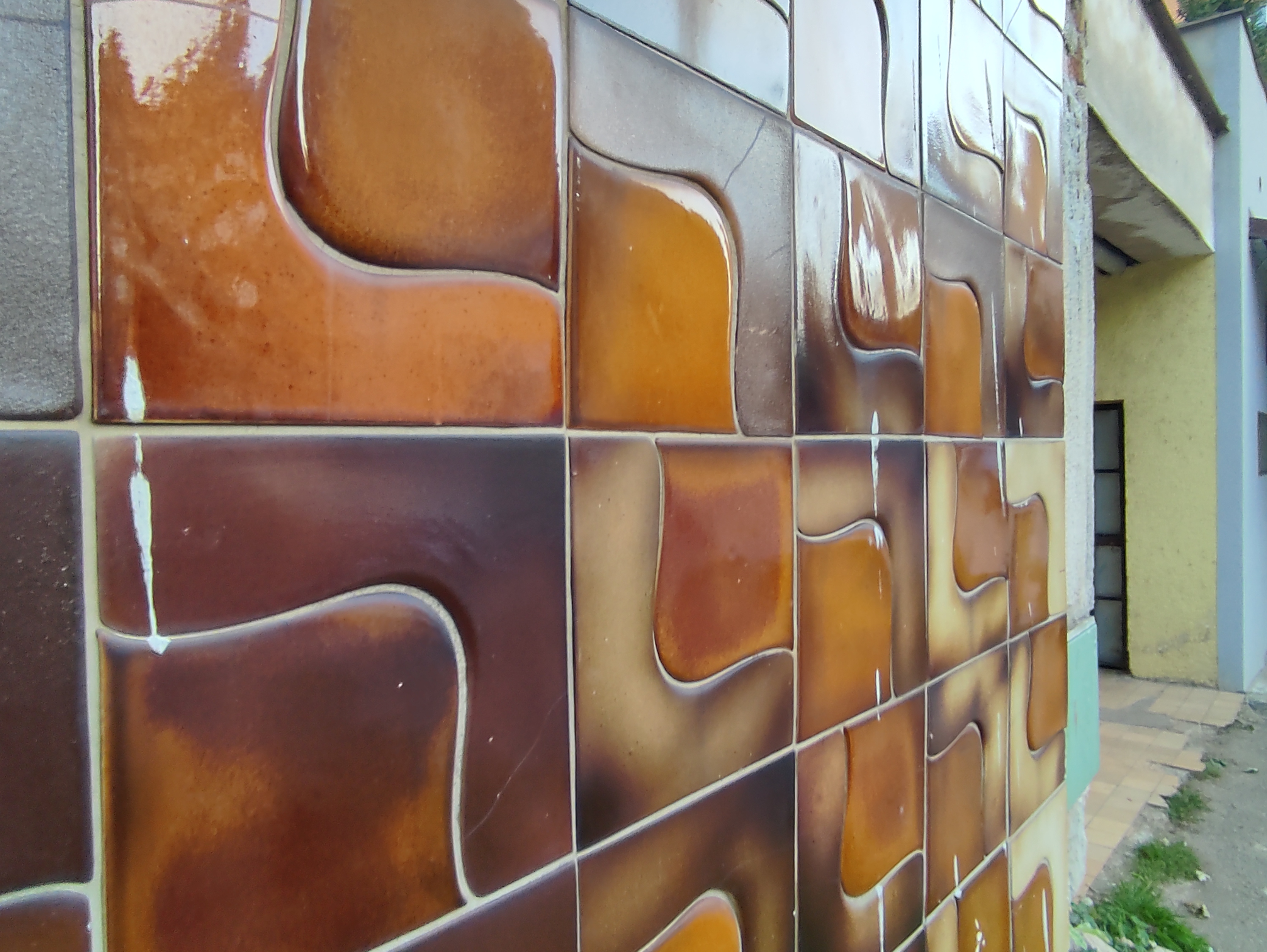
Detail stěny
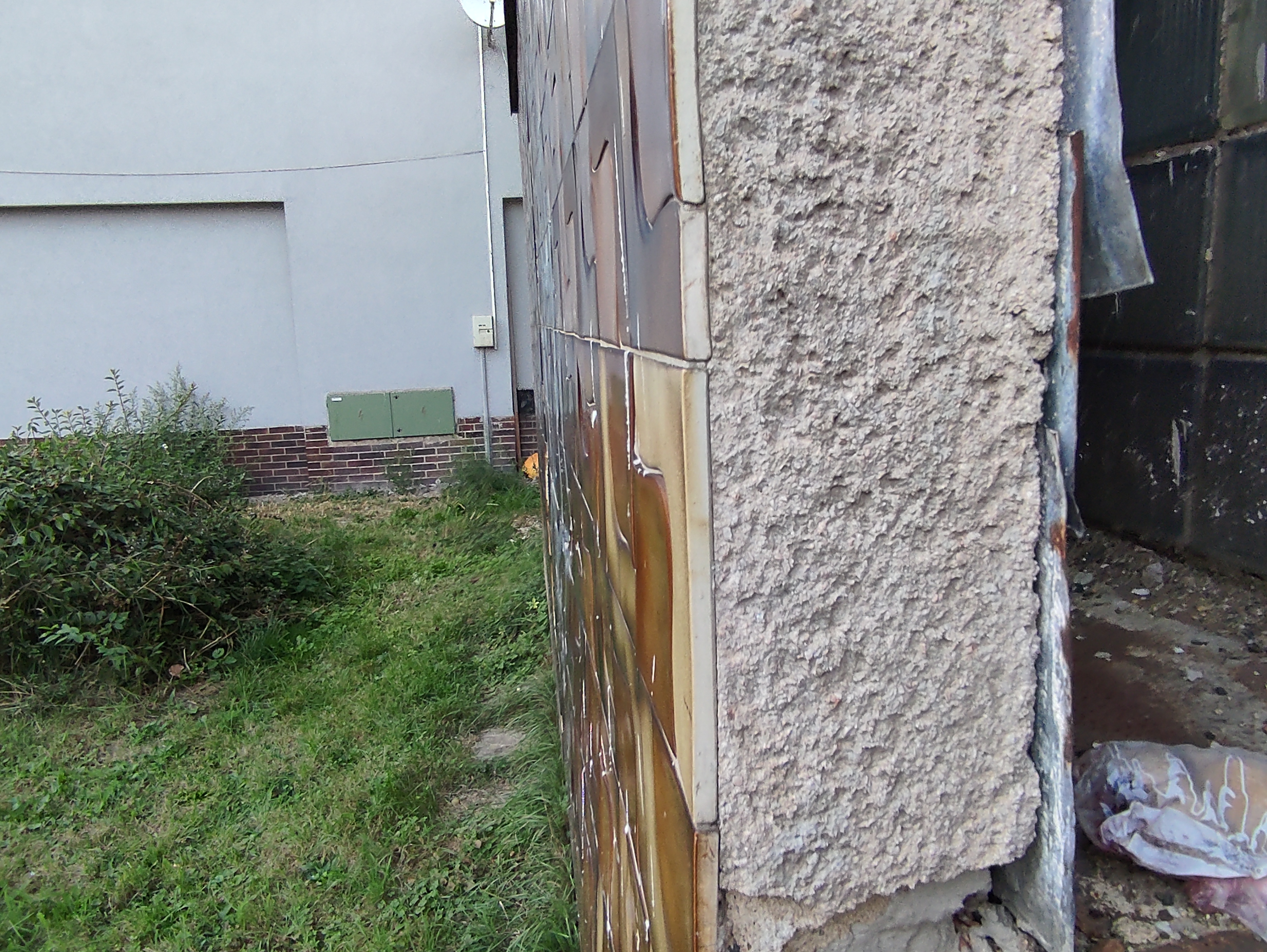
Pohled z boku